# جون ماكدونو
جون ماكدونو (بالإنجليزية: John McDonough)‏ هو شخصية أعمال أمريكي، ولد في 19 مايو 1953 في شيكاغو في الولايات المتحدة.